# Opuuo jezik
Opuuo jezik (ISO 639-3: lgn; ansita, ciita, cita, kina, kwina, “langa”, opo, opo-shita, opuo, shiita, shita), nilsko-saharski jezik iz skupine komuz, podskupina koman, kojim govori oko 1 000 ljudi u Etiopiji (2007 A. Tsadik) u regiji Gambella duž granice sa Sudanom, i nepoznat broj ljudi u Sudanu, u provinciji Gornji Nil.
U Etiopiji se govori u pet sela, a u Sudanu u selima Paitath i Tedibi kod rijeke Daga. Nuerski govore uobičajeno kao drugi jezik. Dijalekti: buldit, kusgilo.

## Vanjske poveznice
- Ethnologue (14th)
- Ethnologue (15th)